# Ariel Martínez
Pour les articles homonymes, voir Martinez.
Ariel Martínez est un footballeur international cubain né le 9 mai 1986 à Sancti Spíritus (Sancti Spíritus, Cuba). Il joue au poste d'ailier aux Rowdies de Tampa Bay en USL Championship et la sélection nationale cubaine avant de déserter durant la Gold Cup 2015 aux États-Unis.

## Biographie

### En club
Le 23 septembre 2015, il reçoit l'autorisation administrative nécessaire et signe avec le Battery de Charleston en USL. Il ne peut finalement pas disputer la rencontre de séries éliminatoires du samedi suivant contre les Kickers de Richmond en raison d'un obstacle administratif négligé précédemment.
Pour la saison 2016, il rejoint le Miami FC

### En sélection
Il débute avec la sélection nationale senior le 2 septembre 2006 à l'occasion d'un match de qualification à la Coupe caribéenne des nations 2007 contre les îles Turques-et-Caïques (victoire 6-0).
Le 16 juillet 2013, il inscrit un triplé lors de la victoire historique 4-0 des cubains contre le Belize pour se qualifier en quart-de-finale de la Gold Cup 2013 en rattrapant la différence de buts sur les Martiniquais.
Exactement deux années plus tard, le 16 juillet 2015, il choisit d'abandonner l'équipe cubaine juste après la victoire sur le Guatemala, qui avait offert aux siens la qualification pour les quarts-de-finale de la Gold Cup 2015.

### Buts en sélection
|     | Date             | Lieu                                                         | Adversaire   | Score | Résultat | Compétition                       |
| --- | ---------------- | ------------------------------------------------------------ | ------------ | ----- | -------- | --------------------------------- |
| 1.  | 4 septembre 2006 | Estadio Pedro Marrero, La Havane (Cuba)                      | Bahamas      | 4-0   | 6-0      | Coupe caribéenne des nations 2007 |
| 2.  | 6 septembre 2006 | Estadio Pedro Marrero, La Havane (Cuba)                      | Îles Caïmans | 4-0   | 7-0      | Coupe caribéenne des nations 2007 |
| 3.  | 6 septembre 2006 | Estadio Pedro Marrero, La Havane (Cuba)                      | Îles Caïmans | 5-0   | 7-0      | Coupe caribéenne des nations 2007 |
| 4.  | 14 novembre 2012 | Dwight Yorke Stadium, Bacolet (Trinité-et-Tobago)            | Suriname     | 3-0   | 5-0      | Coupe caribéenne des nations 2012 |
| 5.  | 10 décembre 2012 | Sir Vivian Richards Stadium, St. John's (Antigua-et-Barbuda) | Guyane       | 1-0   | 2-1      | Coupe caribéenne des nations 2012 |
| 6.  | 10 décembre 2012 | Sir Vivian Richards Stadium, St. John's (Antigua-et-Barbuda) | Guyane       | 2-0   | 2-1      | Coupe caribéenne des nations 2012 |
| 7.  | 16 juillet 2013  | Rentschler Field, East Hartford (États-Unis)                 | Belize       | 1-0   | 4-0      | Gold Cup 2013                     |
| 8.  | 16 juillet 2013  | Rentschler Field, East Hartford (États-Unis)                 | Belize       | 2-0   | 4-0      | Gold Cup 2013                     |
| 9.  | 16 juillet 2013  | Rentschler Field, East Hartford (États-Unis)                 | Belize       | 3-0   | 4-0      | Gold Cup 2013                     |
| 10. | 11 novembre 2014 | Montego Bay Sports Complex, Montego Bay (Jamaïque)           | Guyane       | 1-0   | 1-1      | Coupe caribéenne des nations 2014 |
| 11. | 18 novembre 2014 | Montego Bay Sports Complex, Montego Bay (Jamaïque)           | Haïti        | 1-2   | 1-2      | Coupe caribéenne des nations 2014 |

NB : Les scores sont affichés sans tenir compte du sens conventionnel en cas de match à l'extérieur (Cuba-Adversaire).

## Palmarès

### En club
FC Sancti Spíritus
- Vainqueur du Torneo de Ascenso en 2010.

 Miami FC
- Vainqueur du championnat printannier de la NASL en 2017.

### En équipe de Cuba
- Vainqueur de la Coupe caribéenne des nations en 2012.